# Oneliner
Een oneliner of kwinkslag is een kernachtige, meestal geestige uitspraak die niet langer is dan één zin. Oneliners worden veel gebruikt in debatten.  
Soms kan door een humoristische uitspraak spanning worden gebroken of een relatie worden hersteld. Humor geeft een zekere relativering aan allerlei schijnbaar gewichtige zaken. Vooral in de politiek worden oneliners gebruikt. Winston Churchill was een grootmeester op dit terrein.

## Enkele bekende en minder bekende oneliners
Er zijn veel oneliners bekend van Churchill. In een debat beet Nancy Astor, het eerste vrouwelijke Engelse parlementslid, Churchill toe: "Winston, als ik met jou getrouwd was, deed ik vergif in je koffie". Het droge antwoord van Churchill was: "Nancy, als jij mijn vrouw was, zou ik die zeker opdrinken". 
Na een spreekbeurt van voormalig VVD-politicus Hans Wiegel roept iemand in de zaal "Klootzak", waarop Wiegel antwoordt: "Fijn dat u zich even voorstelt! Mijn naam is Hans Wiegel!"
Een oneliner komt van de Amerikaanse schrijver en humorist Mark Twain: "Stoppen met roken is helemaal niet moeilijk! Ik heb het wel honderd keer gedaan".
Van Johan Cruijff zijn verschillende oneliners bekend, onder andere "Elk nadeel heb z'n voordeel".
Albert Einstein staat op een poster met de tekst: "Maak je maar geen zorgen over je wiskundeproblemen, die van mij zijn nog veel groter".
Enkele oneliners in van Nederlandse politici zijn onder meer:
- 'Dit is gekkenwerk' Freule Wttewaall van Stoetwegen (CHU), 1970
- 'In geouwehoer kun je niet wonen' Jan Schaefer (PvdA), 1978
- 'Doe eens normaal man' Geert Wilders, PVV

## Computerprogramma's
Ook een computerprogramma wordt een oneliner genoemd als het op één regel past.

#### In de praktijk
In bepaalde omgevingen behoort het gebruik van soms ingewikkelde oneliners tot de dagelijkse praktijk.
Unix en varianten ervan staan bijvoorbeeld bekend om de uitgebreide mogelijkheden om op een enkele regel ingewikkelde tekstbewerkingen te doen, bijvoorbeeld
$ sed 's/#.*//' bestand1.txt | grep -P '\S' | awk '{if (!seen[$_]++) print}' > bestand2.txt
leest bestand1.txt in, verwijdert op elke regel alle #-tekens met alles wat erop volgt, verwijdert alle regels die leeg zijn of alleen witruimte bevatten, verwijdert alle herhaalde regels, en schrijft het resultaat naar bestand2.txt.
Dit kan tot zeer complexe oneliners leiden.

### Als spel
Het schrijven van complexe oneliners wordt ook wel als amusement beoefend. Voorbeelden:
- In het populair-wetenschappelijk maandblad KijK was er in de jaren tachtig een rubriek waarin eenregelige BASIC-programma's van lezers werden geplaatst. Het doel was om een zo'n complex mogelijk programma te schrijven dat binnen één genummerde BASIC-regel paste. In de taal APL zijn gecompliceerde oneliners zeer goed mogelijk en populair.
- Code golf is de uitdaging om een zo kort mogelijk programma te produceren voor een gegeven probleem; de resultaten zijn vaak oneliners. Verscheidene websites bieden hier een platform voor.